# 大炊御門麗子
大炊御門 麗子（おおいのみかど/おおいみかど れいし、元暦2年／文治元年（1185年）- 寛元元年9月18日（1243年11月1日））は、鎌倉時代の后妃、女院。太政大臣大炊御門頼実の女（母は左京大夫藤原定隆の女、藤原隆子）で、土御門天皇の中宮となる。院号は陰明門院（おんめいもんいん）。

## 生涯
建久9年（1198年）、土御門天皇の大嘗祭の際に女御代を務め、元久2年（1205年）4月、21歳で10歳年下の土御門天皇のもとに入内して女御宣下を受け、同年7月に中宮に冊立される。子を産むこともないまま、承元4年（1210年）3月に院号宣下を受け、同年11月には土御門天皇が異母弟の守成親王（順徳天皇）に譲位した。
承久3年（1221年）1月に麗子は出家し、法号を清浄妙と称する。同年5月には承久の乱が勃発し、乱の終結後、土御門上皇は乱に直接関与していなかったにもかかわらず、父後鳥羽上皇の隠岐国への配流が決定すると、自ら望んで土佐国に配流されたが、麗子は同行せず京に留まった。
寛喜3年（1231年）、土御門上皇が配流先の阿波国で崩御すると、麗子は自身の封戸、年官、年爵を辞して隠遁し、寛元元年（1243年）、59歳で崩御した。